# 三野剛嗣
三野 剛嗣（大正6年（1917年）3月 - ?）とは、日本の柔術家。

## 経歴
大正6年（1917年）3月生まれ。実父は漢学者の三野二山。
昭和4年4月（1929年）に高松中学（現・香川県立高松高等学校）入学と同時に柔道を始める。在学中の昭和8年（1933年）に大阪の浜寺で開催された全国中等学校柔道選手権大会（四帝大主催・大毎後援）に副将として出場し優勝した。
高中卒業後、慶應義塾大学経済学部に進学。その間も柴真揚流柔術の修練を重ねた。慶応義塾大学卒業後、大正14年満州牡丹江関東軍自動車第二連隊に幹部候補生で入隊し大正17年に陸軍中尉に任官、大正9年召集解除となった。
終戦後の昭和21年（1946年）3月に自宅に修盟館道場を開き、柴真揚流と柔道の指導を行った。当時の修盟館道場に通う門弟は100名を越し盛況を呈した。
昭和23年（1948年）に柴真揚流四代目渡辺監物一春斎源豊より印可を受け五代目を継いだ。